# 패스워드 (영화)
《패스워드》(영어: AntiTrust)는 미국에서 제작된 피터 하윗 감독의 2001년 테크노스릴러 영화이다. 라이언 필리피, 레이철 리 쿡, 클레어 폴라니, 팀 로빈스 등이 출연하였고, 닉 웩슬러 등이 제작에 참여하였다.

## 출연
- 라이언 필리피
- 레이철 리 쿡
- 클레어 폴라니
- 팀 로빈스
- 더글러스 맥페런
- 리처드 라운트리
- 타이 러니언
- 네드 벨러미
- 키어스틴 뱅즈네스
- 테리 J. 본
- 타일러 러빈
- 데이비드 러브그린
- 피터 하윗

## 기타 제작진
- 배역: 어맨다 매키 존슨, 캐시 샌드리치
- 미술: 캐서린 하드윅
- 의상: 마이아 매니